# Abutilon agnesiae
Abutilon agnesiae là một loài thực vật có hoa trong họ Cẩm quỳ. Loài này được Borzí mô tả khoa học đầu tiên năm 1911.